# Juan Carlos Sánchez Ampuero
Juan Carlos Sánchez Ampuero (Cochabamba, 1 de maio de 1985) é um ex-futebolista profissional boliviano que atuava como defensor.

## Carreira
Juan Carlos Sánchez se profissionalizou no Aurora.

## Seleção
Juan Carlos Sánchez integrou a Seleção Boliviana de Futebol na Copa América de 2004.